# Road Town
Road Town est la capitale du territoire britannique d'outre-mer des îles Vierges britanniques, située sur l'île de Tortola.

## Patrimoine
- Le fort Road Town, construit à la fin du XVIIIe siècle, est un ancien fort colonial dont il ne reste aujourd'hui que des ruines. Une clinique a été construite à son emplacement.
- La prison de Road Town, construite dans les années 1770, est le plus vieux bâtiment de Road Town et le lieu de l'exécution d'Arthur William Hodge (en). Un musée a ouvert ses portes en 2016.
- Le musée folklorique des Îles Vierges britanniques, abrite des poteries et des outils en pierre des Arawaks et des Caraïbes, notamment un fuseau décoré, l'épave du RMS Rhone et des artefacts du HMS Nymphe, des objets utilisés dans les plantations de canne à sucre et des informations sur la conservation des récifs.
- L'église Saint-Guillaume de Road Town construite en 1957.